# 福增额
福增额（穆麟德轉寫：Fusengge；生卒年不详），又福增格，字赞侯（一作赞咸），号松严（一作松岩）、别号酌雅斋，伊尔根觉罗氏，满洲正黄旗人，娶怡亲王胤祥次女，封和硕额驸。历任总兵、都统、散秩大臣、驻防将军等。

## 生平
福增额先祖世居瓦尔喀，祖父为康熙朝文华殿大学士伊桑阿，父亲伊都立，曾任云贵总督、山西巡抚。福增额尚怡亲王胤祥次女，封和硕额驸，历任太原总兵、正蓝旗蒙古副都统、散秩大臣、盛京兵部侍郎、盛京副都统、江宁将军、广州将军、福州将军等职。
福增额好风雅，擅长诗词书画，有《酌雅斋集》传世。此外，还对哈密瓜的品种颇有研究，曾与纪昀进行过相关探讨。

## 家庭
- 祖父文华殿大学士伊桑阿。
- 父山西巡抚伊都立。
- 妻怡亲王胤祥次女。
- 女伊尔根觉罗氏，履端親王永珹（乾隆帝第四子）嫡福晋。
- 女伊尔根觉罗氏，定郡王綿德繼福晉（父定安親王永璜即乾隆帝长子）。

## 引证
1. 1 2 3 4 5 6  中央研究院. . 中央研究院.   [2017-12-12]. （原始内容存档于2021-06-09）.
2. ↑  張維屏 1819，第423頁
3. ↑  李灵年, 杨忠 & 王欲祥 1995，第2336頁
4. ↑  弘昼 2002，第201頁
5. ↑  王希隆 1995，第217頁，引注《阅微草堂笔记》
6. ↑   參: